# Riley Mason
Ana Crawd Craig (* 15. července 1985, Orlando, Severní Karolína, USA), známá především jako Riley Mason, je americká pornoherečka.

## Biografie
Svoji kariéru začala v devatenácti letech v roce 2004 filmem Hard Candy 1, který produkovala společnost Digital Playground. V současnosti má na kontě více než 82 filmů. Má tetování a piercing a hlásí se k tzv. alt pornu.

## Ocenění
Nominace
- 2007: AVN Award – Best New Starlet[1]
- 2007: AVN Award – Best Tease Performance [1]